# لوسیوس ژولیوس سزار (کنسول ۶۴ پیش از میلاد)
لوسیوس ژولیوس سزار (انگلیسی: Lucius Julius Caesar; ۱ ژانویهٔ ۰۱۱۰ – ۱ ژانویهٔ ۰۰۴۰) اهل روم باستان، یک سیاستمدار و سناتور رومی سنای روم بود که در سال ۶۴ قبل از میلاد به عنوان کنسول روم جمهوری روم انتخاب شد. لوسیوس یکی از حامیان پسر عمویش، دیکتاتور (روم) گایوس ژولیوس سزار بود. لوسیوس یکی از اعضای کلیدی ائتلاف سناتوری بود که تلاش می‌کرد از جنگ داخلی بین مجلس سنای جمهوری روم و برادرزاده اش مارک آنتونی در عواقب قتل سزار در سال ۴۴ قبل از میلاد جلوگیری کند.